# Love Don't Live Here Anymore (bài hát của Madonna)
"Love Don't Live Here Anymore" là ca khúc của nữ ca sĩ nhạc pop người Mỹ Madonna.

## Danh sách track và định dạng

### 1986 Release (Released only in Japan)
7" vinyl single
1. "Love Don't Live Here Anymore" - 4:50
2. "Over And Over" - 4:12

### 1996 US Releases
7" Single / Cassette Single / CD Single
1. "Love Don't Live Here Anymore" (Soulpower Radio Remix Edit) (4:05)
2. "Love Don't Live Here Anymore" (Album Remix Edit) (4:05)

12" Promotional Single (Red Label)
1. "Love Don't Live Here Anymore" (Extended Journey) (8:03)
2. "Love Don't Live Here Anymore" (Hot Mix Edit) (6:44)
3. "Love Don't Live Here Anymore" (Hot Mix Radio Edit) (4:50)
4. "Love Don't Live Here Anymore" (Edge Factor Dub) (8:31)
5. "Love Don't Live Here Anymore" (Early Morning Dub) (10:04)

### 1996 European Releases (No General UK Release)
CD Single (Slim Line Jewel Case / Card Sleeve)

(9362-43692 -2/ -9)
1. "Love Don't Live Here Anymore" (Soulpower Radio Remix Edit) (4:05)
2. "Love Don't Live Here Anymore" (Album Remix Edit) (4:05)
3. "Love Don't Live Here Anymore" (Soulpower Radio Remix) (4:44)
4. "Love Don't Live Here Anymore" (Album Remix) (4:54)

UK 12" Promotional Single (White Label / Mispressed)

(SAM 1880)
1. "Love Don't Live Here Anymore" (Mark!s It's A Girl Dub) (8:02)
2. "Love Don't Live Here Anymore" (Mark!s It's A Boy Dub) (9:37)
3. "Love Don't Live Here Anymore" (Mark!s Full On Vocal) (10:20)

## Bảng xếp hạng
| Bảng xếp hạng (1986)                         | Vị trí cao nhất |
| -------------------------------------------- | --------------- |
| Japanese Oricon Weekly Singles Chart         | 4               |
| Bảng xếp hạng (1996)                         | Vị trí cao nhất |
| Australian Singles Chart                     | 27              |
| Canadian Singles Chart                       | 24              |
| France Singles Chart                         | 48              |
| U.S. Billboard Hot 100                       | 78              |
| U.S. Billboard Hot Dance Club Play           | 16              |
| U.S. Billboard Hot Adult Contemporary Tracks | 29              |